# تپه آغچه ریش
تپه آغچه ریش مربوط به سده‌های ۴ تا ۷ ه.ق است و در شهرستان چاراویماق، بخش شادیان، روستای آغچه ریش واقع شده و این اثر در تاریخ ۱۸ خرداد ۱۳۸۴ با شمارهٔ ثبت ۱۱۸۹۰ به‌عنوان یکی از آثار ملی ایران به ثبت رسیده است.